# جان ترنچارد
جان ترنچارد (به انگلیسی: John Trenchard) نویسنده و فعال سیاسی آزادی‌خواه بریتانیایی بود.(۱۶۶۲ - ۱۷۲۳) او به همراه تامس گوردون از شناخته‌شده‌ترین چهره‌های جمهوری‌خواه اوایل قرن هیجدهم و یک ویگ رادیکال به شمار می‌آمد. گوردون و ترنچارد همراه با یکدیگر نامه‌هایی را با نام مستعار کیتو CATO منتشر کردند و در آن به دفاع از آزادی بیان و جمهوری خواهی پرداختند. این مقالات در گسترش و بسط اندیشه‌های جان لاک در عصر خود نقشی مهم بر عهده داشتند. اندیشه‌های جمهوری‌خواهانه آنان تاثیری عمیق بر مستعمرات انگلستان در سرزمین جدید آمریکا گذاشت.

## زندگی
جان ترنچارد در خانواده‌ای سرشناس از جنوب غرب بریتانیا زاده شد. در ترینیتی کالج در دوبلین در رشته حقوق تحصیل کرد و وکالت پیشه کرد. او از سال ۱۷۲۲ تا زمان مرگش به عنوان نماینده تانتون عضو پارلمان بریتانیا (مجلس عوام) بود.ترنچارد در روز ۱۷ دسامبر ۱۷۲۳ درگذشت.

## آثار
با توجه به وضع مالی خوب خانوادگی، ترنچارد توانست در بخش عمده زندگی خود درباره مسائل سیاسی با رویکرد ویگ و در مقابل حزب کلیسای عالی قلم بزند. او همراه با والتر مویل در سال ۱۶۹۷ «برهانی در تضاد ارتش دائمی با دولت آزاد» و در سال ۱۶۹۸ «تاریخچه ارتش دائمی در انگلستان» را نوشت. او اندیشه اصلاح‌گرایانه دینی‌اش را در «تاریخ طبیعی خرافات» (۱۷۰۹) و هفته‌نامه «ایندیپندنت ویگ» که در سال‌های ۱۷۲۰ منتشر می‌شد ترسیم کرد. از سال ۱۷۲۰ تا ۱۷۲۳ ترنچارد همراه با تامس گوردون سری مقالات هفتگی با عنوان «نامه‌های کیتو» منتشر کرد که به نقد فساد و نبود اخلاق در نظام سیاسی بریتانیا و هشدار نسبت به خودکامگی می‌پرداخت. این مقالات به بنیادی برای سنت «رفاه عمومی» بدل شد.
ترنچارد یک نظریه‌پرداز و فیلسوف سیاسی نبود اما توانست سنت لیبرالی را به خوبی شرح و بسط داده و اندیشه‌هایش در بنیان‌گذاری دموکراسی آمریکا نقشی مهم داشت و همین او را به یکی از اندیشمندان و مدافعین پرنفوذ لیبرالیسم بدل کرد.

## مطالعات بیشتر
- Jonathan Harris, 'The Grecian coffee house and political debate in London, 1688–1714', The London Journal 25 (2000), 1–13
- Margaret C. Jacob, The Radical Enlightenment: Pantheists, Freemasons and Republicans (London, 1981)
- Caroline Robbins, The Eighteenth Century Commonwealthman. Studies in the Transmission, Development and Circumstance of English Liberal Thought from the Restoration of Charles II until the War with the Thirteen Colonies (Cambridge MA, 1959)
- Lois G. Schwoerer, 'No Standing Armies!' The Antiarmy Ideology in Seventeenth-Century England (Baltimore and London, 1974)
- Lois G. Schwoerer, 'The Literature of the Standing Army Controversy', Huntington Library Quarterly, 28 (1965), 189–212